# Cantone di Coutances
Il Cantone di Coutances è una divisione amministrativa dell'arrondissement di Coutances.
A seguito della riforma approvata con decreto del 25 febbraio 2014, che ha avuto attuazione dopo le elezioni dipartimentali del 2015, è passato da 7 a 19 comuni.

## Composizione
I 7 comuni facenti parte prima della riforma del 2014 erano:
- Bricqueville-la-Blouette
- Cambernon
- Courcy
- Coutances
- Nicorps
- Saint-Pierre-de-Coutances
- Saussey

Dal 2015 i comuni appartenenti al cantone sono i seguenti 19:
- Ancteville
- Brainville
- Bricqueville-la-Blouette
- Cambernon
- Camprond
- Courcy
- Coutances
- Gratot
- Heugueville-sur-Sienne
- Montchaton
- Monthuchon
- Nicorps
- Orval
- Regnéville-sur-Mer
- Saint-Pierre-de-Coutances
- Saussey
- Servigny
- Tourville-sur-Sienne
- La Vendelée